# Marquesat de Las Salinas
El Marquesat de las Salinas és un títol nobiliari espanyol creat pel rei Felip V, amb el vescomtat previ de Tagle, a favor de Juan Manuel Pérez de Tagle y Gómez de la Sierra.

## Marquesos de las Salinas
|                               | Titular                                         | Període             |
| Creació per Felip V           | Creació per Felip V                             | Creació per Felip V |
| ----------------------------- | ----------------------------------------------- | ------------------- |
| I                             | Juan Manuel Pérez de Tagle y Gómez de la Sierra | 1733-               |
| ..                            |                                                 |                     |
| Rehabilitació per Alfons XIII |                                                 |                     |
| VI                            | María Auristela Guinea y Valdivieso             | 1924-1937           |
| VII                           | Leopoldo O'Donell y Lara                        | 1953-?              |
| VIII                          | Hugo O'Donell y Duque de Estrada                |                     |
| IX                            | Hugo José O'Donell y Armada                     | 2006-actual titular |

## Història dels marquesos de Las Salinas
- Juan Manuel Pérez de Tagle y Gómez de la Sierra, I marquès de las Salinas.

Rehabilitat en 1924 per:
- María Auristela Guinea y Valdivieso, VI marquesa de las Salinas.[2]

1. Casada amb Francisco Manzano Alfaro. La succeí:

- Leopoldo O'Donell y Lara (1915-2004), VII marquès de las Salinas, VI duc de Tetuán, V comte de Lucena.

1. Casat amb Consuelo Duque de Estrada y Moreno. El succeí el seu fill:

- Hugo O'Donell y Duque de Estrada, VIII marquès de las Salinas, VII duc de Tetuán, XV Marquès de Altamira, V comte de Lucena.

1. Casat amb María de la Asunción Armada y Díez de Rivera. El succeí, per cessió en 2006, el seu fill:

- Hugo José O'Donell y Armada, IX marquès de las Salinas.

1. Casat amb Mariana García-Valdecasas Solís-Beaumont.